# Pfarrweisach
Pfarrweisach er en kommune i Landkreis Haßberge i Regierungsbezirk Unterfranken i den tyske delstat Bayern. Den er en del af Verwaltungsgemeinschaft Ebern.

## Geografi
Pfarrweisach ligger i Region Main-Rhön.
I kommunen ligger ud over Pfarrweisach, landsbyerne Dürrnhof, Herbelsdorf, Junkersdorf a.d.Weisach, Kraisdorf, Lichtenstein, Lohr, Rabelsdorf og Römmelsdorf.